# Camborne
Pour la localité en Nouvelle-Zélande, voir Camborne (Nouvelle-Zélande).
Camborne est une ville d'Angleterre située dans la région minière des Cornouailles. La ville de Camborne compte 23 000 habitants. Camborne et Redruth font partie de la plus grande agglomération urbaine de Cornouailles.

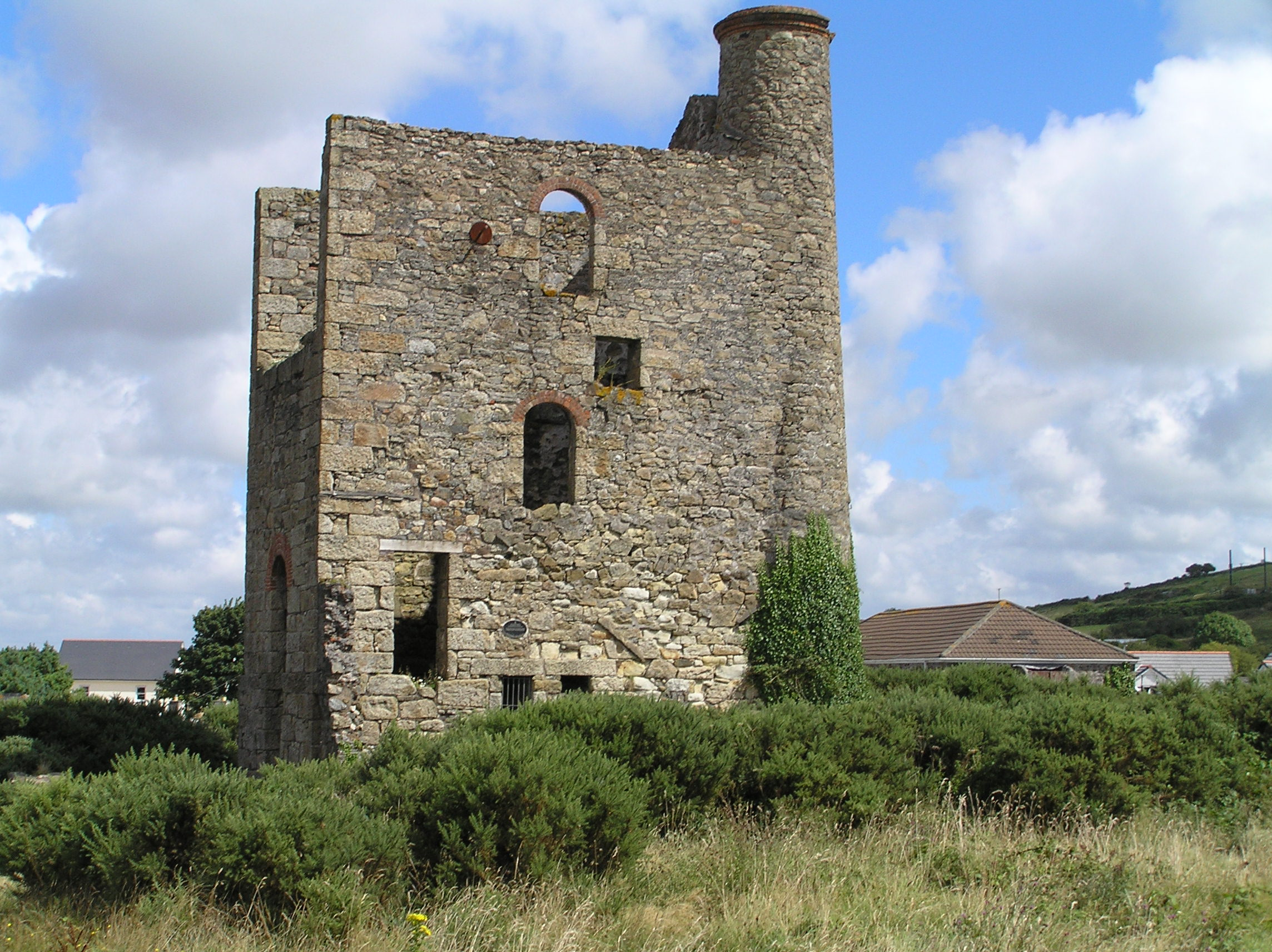
Mine de Dolcoath: Harriet's pumping engine house

## Sports
Le club de Camborne RFC a été fondé en 1878 et a été un des clubs les plus renommés de Cornouailles. Camborne est un des terrains utilisés par le comté des Cornouailles et a accueilli des équipes internationales en tournée. L'équipe de Nouvelle-Zélande de rugby à XV en tournée en 1905-1906 affronte les Cornouailles au Recreation Ground à Camborne. Si le score à la pause est seulement de 12–0, les Néo-zélandais inscrivent finalement onze essais, pour un score sans appel de 41–0.
Les All Blacks y rejoueront en 1924 et 1953, l'Australie en 1908, 1947 et 1967, l'Afrique du Sud en 1960, l'équipe des États-Unis en 1977.
Le club Cornish Pirates joue désormais la plupart du temps à Camborne.

## Jumelage
- Sainte-Anne-d'Auray (France) depuis 1993[3]

## Personnalités liées à la ville
- William Brunton (1777-1851), ingénieur et inventeur écossais, y est mort ;
- Luke Charteris (1983-), joueur et entraîneur de rugby à XV, y est né ;
- Josh Matavesi (1990-), joueur anglais de rugby à XV d'origine fidjienne, y est né ;
- Brett Smitheram (1979-), joueur et Grand-maître de Scrabble anglophone qui a remporté le championnat du monde, y est né ;
- Richard Trevithick (1771-1833), inventeur britannique, à qui l'on doit la machine à vapeur à haute pression et le premier train tracté par une locomotive, y est né ;
  - Francis Trevithick (1812-1877), fils de Richard Trevithick, ingénieur et super-intendant du Grand Junction Railway, y est né ;
- Andrew Vivian (1759-1842), contremaître de la mine de Dolcoath, y est né et y est mort ;
- Arthur Woolf (1766-1837), ingénieur mécanicien, y est né.

### Ouvrage
- (en) Christopher Tobin, The Original All Blacks 1905-06, Auckland, New Zealand, Hodder Moa Beckett, 2005, poche (ISBN 978-1-86958-995-0, OCLC 64888588, LCCN 2005432090)